# Atylotus fulvus
Atylotus fulvus es una especie de mosca del género Atylotus, de la familia Tabanidae, orden Diptera.

## Distribución
Se distribuye por Europa, Rusia, Marruecos y Turquía.

## Taxonomía
Fue descrita por Meigen en 1804 y publicada en Meigen, J.W. (1804) Klassifikazion und Beschreibung der europäischen zweiflügligen Insekten. (Diptera Linn.). Erster Band. Abt. I. xxviii + pp. 1-152, Abt. II. vi + pp. 153-314. Reichard, Braunschweig.